# Fußball-Regionalliga 2016/17
Die Saison 2016/17 der Regionalliga war die neunte Saison der Fußball-Regionalliga als vierthöchste Spielklasse in Deutschland.

## Regionalligen
- Regionalliga Bayern 2016/17 mit 18 Mannschaften aus dem Bayerischen Fußball-Verband (BFV)
- Regionalliga Nord 2016/17 mit 18 Mannschaften aus dem Norddeutschen Fußball-Verband (NFV)
- Regionalliga Nordost 2016/17 mit 18 Mannschaften aus dem Nordostdeutschen Fußballverband (NOFV)
- Regionalliga Südwest 2016/17 mit 19 Mannschaften aus dem Fußball-Regional-Verband Südwest und dem Süddeutschen Fußball-Verband (SFV) mit Ausnahme des Bayerischen Fußball-Verbandes
- Regionalliga West 2016/17 mit 18 Mannschaften aus dem Westdeutschen Fußballverband (WDFV)

## Aufstiegsspiele
An den Aufstiegsspielen zur 3. Liga nahmen die Meister der fünf Regionalligen und der Vizemeister der Regionalliga Südwest teil. Die Sieger der drei ausgelosten Aufstiegsspiele mit Hin- und Rückspiel stiegen auf. Ein Aufeinandertreffen der beiden Qualifikanten der Regionalliga Südwest war nicht möglich.
Bei einem Teilnahmeverzicht von Mannschaften, oder falls sich aus einer Regionalliga keine Mannschaft sportlich qualifizierte, wurden Freilose vergeben.
Folgende Mannschaften qualifizierten sich sportlich für die Aufstiegsspiele:
- Meister der Regionalliga Bayern: SpVgg Unterhaching
- Meister der Regionalliga Nord: SV Meppen
- Meister der Regionalliga Nordost: FC Carl Zeiss Jena
- Meister der Regionalliga Südwest: SV Elversberg
- Vizemeister der Regionalliga Südwest: SV Waldhof Mannheim
- Meister der Regionalliga West: FC Viktoria Köln

Die Auslosung fand am 8. April 2017 nach der Regionalligapartie zwischen dem FC-Astoria Walldorf und SV Waldhof Mannheim statt. Um Wettbewerbsverzerrungen in den letzten Saisonspielen zu vermeiden, wurden die beiden Südwest-Vertreter erst am 5. Mai 2017 fest zugelost. Die Hinspiele fanden am 28. Mai und die Rückspiele am 31. Mai und 1. Juni 2017 statt.
|                     | Gesamt          |                    | Hinspiel  | Rückspiel |
| ------------------- | --------------- | ------------------ | --------- | --------- |
| FC Viktoria Köln    | (a)3:3(a)       | FC Carl Zeiss Jena | 2:3 (0:2) | 1:0 (0:0) |
| SV Waldhof Mannheim | 0:0 (3:4 i. E.) | SV Meppen          | 0:0       | 0:0 n. V. |
| SpVgg Unterhaching  | 5:2             | SV Elversberg      | 3:0 (0:0) | 2:2 (1:0) |